# Henri Giraud
Henri Honoré Giraud (Paris, 18 de janeiro de 1879 — Dijon, 11 de março de 1949) foi um general francês e um líder das Forças Francesas Livres durante a Segunda Guerra Mundial até ser forçado a se aposentar em 1944.

## Vida
Nascido em uma família da Alsácia em Paris, Giraud se formou na academia militar Saint-Cyr e serviu no norte da África francesa. Ele foi ferido e capturado pelos alemães durante a Primeira Guerra Mundial, mas conseguiu escapar de seu campo de prisioneiros de guerra. Durante o período entre guerras, Giraud retornou ao Norte da África e lutou na Guerra do Rife, pela qual recebeu a Légion d'honneur.
No início da Segunda Guerra Mundial, Giraud lutou na Holanda. Em junho de 1940, ele foi novamente capturado pelos alemães, mas fez outra fuga bem-sucedida do cativeiro em abril de 1942, após dois anos de planejamento cuidadoso. No dia 17 de abril, Henri Giraud escapou do cativeiro alemão, fugindo de uma prisão de segurança em Königstein, na Saxônia, descendo pelas muralhas, saltando num trem em movimento e alcançando a fronteira francesa. Sua fuga fora de tal estímulo aos franceses que Himmler ordenou à Gestapo que tentasse "encontrar e assassinar Giraud"; o general Giraud, contudo, conseguiu sair da França num submarino britânico, chegando até o norte da África. Graças a fuga, foi-lhe atribuída uma Médaille Militaire. Segundo Goebbels, a fuga de Giraud mergulhou Hitler, durante várias semanas, numa "raiva sombria".
De dentro da França de Vichy, ele trabalhou com os Aliados em segredo e assumiu o comando das tropas francesas no Norte da África após a Operação Tocha (novembro de 1942) após o assassinato de François Darlan. Em janeiro de 1943, ele participou da Conferência de Casablanca junto com Charles de Gaulle, Winston Churchill e Franklin D. Roosevelt. Mais tarde, no mesmo ano, Giraud e de Gaulle tornaram-se co-presidentes do Comitê Francês de Libertação Nacional, mas ele perdeu apoio e se aposentou frustrado em abril de 1944.

Depois da guerra, Giraud foi eleito para a Assembleia Constituinte da Quarta República Francesa. Ele morreu em Dijon em 1949.